# Команчі (Техас)
Команчі (англ. Comanche) — місто (англ. city) в США, в окрузі Команчі штату Техас. Населення — 4211 особа (2020).

## Географія
Команчі розташоване за координатами 31°54′2″ пн. ш. 98°36′16″ зх. д. / 31.90056° пн. ш. 98.60444° зх. д. (31.900479, -98.604364).  За даними Бюро перепису населення США в 2010 році місто мало площу 11,81 км², уся площа — суходіл.

## Демографія
Згідно з переписом 2010 року, у місті мешкало 4335 осіб у 1646 домогосподарствах у складі 1081 родини. Густота населення становила 367 осіб/км².  Було 1933 помешкання (164/км²).
Расовий склад населення:
| - 86,0 % — білих - 0,8 % — корінних американців - 0,4 % — чорних або афроамериканців - 0,3 % — азіатів - 10,5 % — осіб інших рас |

До двох чи більше рас належало 1,9 %. Частка іспаномовних становила 35,8 % від усіх жителів.
За віковим діапазоном населення розподілялося таким чином: 26,8 % — особи молодші 18 років, 54,0 % — особи у віці 18—64 років, 19,2 % — особи у віці 65 років та старші. Медіана віку мешканця становила 38,1 року. На 100 осіб жіночої статі у місті припадало 91,6 чоловіків;  на 100 жінок у віці від 18 років та старших — 90,6 чоловіків також старших 18 років.
Середній дохід на одне домашнє господарство  становив 39 249 доларів США (медіана — 32 075), а середній дохід на одну сім'ю — 44 863 долари (медіана — 35 773). Медіана доходів становила 35 208 доларів для чоловіків та 25 789 доларів для жінок. За межею бідності перебувало 29,3 % осіб, у тому числі 48,5 % дітей у віці до 18 років та 9,4 % осіб у віці 65 років та старших.
Цивільне працевлаштоване населення становило 1521 особа. Основні галузі зайнятості: освіта, охорона здоров'я та соціальна допомога — 25,4 %, виробництво — 20,1 %, сільське господарство, лісництво, риболовля — 11,0 %, роздрібна торгівля — 9,7 %.